# Jagiellonia Białystok w sezonie 1960

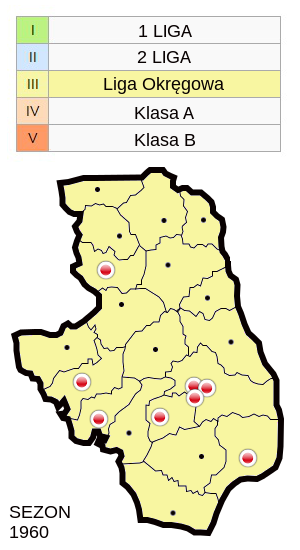
BOZPN - Zespoły występujące w Lidze Okręgowej w sezonie 1960.

Jagiellonia Białystok przystąpiła do rozgrywek Ligi Okręgowej Białostockiego OZPN.

## III poziom rozgrywkowy
Drużyna Jagiellonii jako beniaminek klasy okręgowej rozpoczęła rozgrywki na fali wznoszącej, zajmując po 3 kolejkach 1 miejsce (2 zwycięstwa i 1 remis). Późniejsze występy były już coraz słabsze i w zasadzie białostoczanie mogą mówić o szczęśliwym zakończeniu sezonu na 5 miejscu.

## Tabela Ligi Okręgowej Białostocki OZPN
| Lp. | Drużyna               | M  | Z  | R | P | Bramki | Bramki | Różn. | Pkt. | Uwagi             |
| --- | --------------------- | -- | -- | - | - | ------ | ------ | ----- | ---- | ----------------- |
| 1   | Gwardia Białystok     | 14 | 10 | 3 | 1 | 35     | 11     | +24   | 23   | Baraże do II ligi |
| 2   | Mazur Ełk             | 14 | 9  | 4 | 1 | 50     | 18     | +32   | 22   |                   |
| 3   | ZKS Zambrów           | 14 | 7  | 2 | 5 | 32     | 25     | +7    | 16   |                   |
| 4   | Tur Bielsk Podlaski   | 14 | 5  | 2 | 7 | 26     | 31     | -5    | 12   |                   |
| 5   | Jagiellonia Białystok | 14 | 4  | 2 | 8 | 32     | 44     | -12   | 10   |                   |
| 6   | Puszcza Hajnówka      | 14 | 4  | 2 | 8 | 27     | 42     | -18   | 10   |                   |
| 7   | Ognisko Białystok     | 14 | 4  | 2 | 8 | 22     | 43     | -21   | 10   |                   |
| 8   | ŁKS Łomża             | 14 | 4  | 1 | 9 | 25     | 35     | -10   | 9    | Spadek kl.A       |

- Gwardia Białystok wystąpiła w barażach o II ligę, które przegrała z zespołami Lublinianki Lublin i Lotnika Warszawa.

## Skład[1]
- Dubieniecki (BR), Papież (OB), Szymański (OB), Bitel (OB), Radel (PO), Kujawa (PO), Michałowski (PO), Szymański II (NA), Pieszkin (NA), Póljanowski (NA), Sokólski (NA), Ogrodnik (NA).

## Mecze
| Mecze i wyniki | Mecze i wyniki             | Mecze i wyniki      | Mecze i wyniki | Mecze i wyniki | Mecze i wyniki      | Mecze i wyniki | Mecze i wyniki  | Poz w lidze. | Poz w lidze. | Poz w lidze. |
| Lp. | Data                       | Rozgrywki           | F.             | D/W            | Przeciwnik          | Wynik          | Strzelcy bramek | M.           | P.           | Br.          |
| --- | -------------------------- | ------------------- | -------------- | -------------- | ------------------- | -------------- | --------------- | ------------ | ------------ | ------------ |
| 1 303 | 03.04.1960 Białystok       | Liga Okr. - 1 kol.  | -              | D              | Puszcza Hajnówka    | 10:2           |                 | 1            | 2            | 10:2         |
| 2 304 | 10.04.1960 Białystok       | Liga Okr. - 2 kol.  | -              | W              | Ognisko Białystok   | 2:2            |                 | ?            | 3            | 12:4         |
| 3 305 | 24.04.1960 Białystok       | Liga Okr. - 3 kol.  | -              | D              | ŁKS Łomża           | 4:0            |                 | ?            | 5            | 16:4         |
| 4 306 | 08.05.1960 Białystok       | Liga Okr. - 4 kol.  | -              | W              | Gwardia Białystok   | 4:1            |                 | ?            | 5            | 17:8         |
| 5 307 | 15.05.1960 Białystok       | Liga Okr. - 5 kol.  | -              | D              | Tur Bielsk Podlaski | 1:5            |                 | ?            | 5            | 18:13        |
| 6 308 | 22.05.1960 Ełk             | Liga Okr. - 6 kol.  | -              | W              | Mazur Ełk           | 9:2            |                 | ?            | 5            | 20:22        |
| 7 309 | 29.05.1960 Zambrów         | Liga Okr. - 7 kol.  | -              | W              | ZKS Zambrów         | 3:1            |                 | 5            | 5            | 21:25        |
| 8 310 | 05.06.1960 Hajnówka        | Liga Okr. - 8 kol.  | -              | W              | Puszcza Hajnówka    | 5:2            |                 | ?            | 5            | 23:30        |
| 9 311 | 12.06.1960 Białystok       | Liga Okr. - 9 kol.  | -              | D              | Ognisko Białystok   | 1:0            |                 | ?            | 7            | 24:30        |
| 10 312 | 16.06.1960 Łomża           | Liga Okr. - 10 kol. | -              | W              | ŁKS Łomża           | 5:1            |                 | ?            | 7            | 25:35        |
| 11 313 | 19.06.1960 Białystok       | Liga Okr. - 11 kol. | -              | D              | Gwardia Białystok   | 1:3            |                 | ?            | 7            | 26:38        |
| 12 314 | 26.06.1960 Bielsk Podlaski | Liga Okr. - 12 kol. | -              | W              | Tur Bielsk Podlaski | 2:3            |                 | ?            | 9            | 29:40        |
| 13 315 | 03.07.1960 Białystok       | Liga Okr. - 13 kol. | -              | D              | Mazur Ełk           | 2:2            |                 | ?            | 10           | 31:42        |
| 14 316 | 10.07.1960 Białystok       | Liga Okr. - 14 kol. | -              | D              | ZKS Zambrów         | 1:2            |                 | 5            | 10           | 32:44        |
| - rozgrywki ligowe, - rozgrywki pucharu polski, - rozgrywki pucharu ligi, - rozgrywki ligi europejskiej, - mecze barażowe lub eliminacyjne, - inne. Liczba meczów w sezonie:1 2 (wszystkie mecze na najwyższym poziomie rozgrywkowym)3 (wszystkie mecze w rozgrywkach ligowych bez baraży) , Puchar Polski: 2 (mecze Pucharu Polski na szczeblu centralnym)3 (wszystkie mecze w Pucharze Polski) |                            |                     |                |                |                     |                |                 |              |              |              |

- Rozgrywki Pucharu Polski nie były przeprowadzone.